# Tepidarium

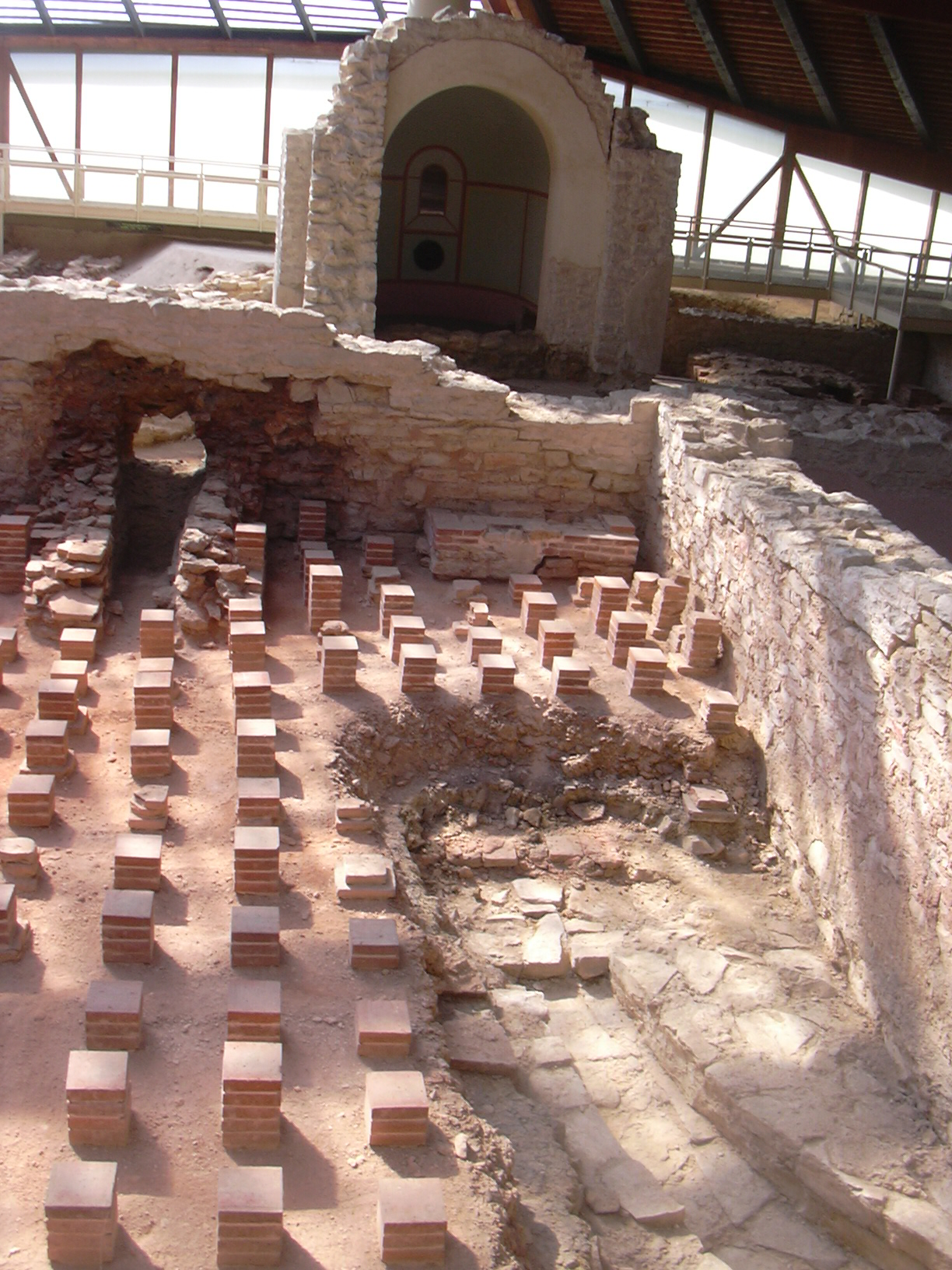
Tepidarium i Weissenburg, Bayern

Tepidarium (av latin tepidus, "ljum") var det ljumma badrummet i en romersk badanläggning, jämför termer. Tepidarium värmdes upp av en hypokaust, ett golvvärmesystem. Tepidarium var badet mellan det varma caldarium och det kalla frigidarium. 